# Herman Fredrik Christian von Engelbrechten
Herman Fredrik Christian von Engelbrechten, född 12 december 1765 i Wismar, död 5 april 1818 i Kristianstad, var en svensk adelsman och generallöjtnant.

## Biografi[1]
von Engelbrechten var son till kanslern i den Pommerska regeringen Johan Gustaf Fredrik von Engelbrechten och dennes hustru Regina Sofia Henrika von Engelbrecht. Engelbrechten blev volontär vid Drottningens livregemente den 29 januari 1775. Han fick sin officersfullmakt som fänrik vid Psilanderhielmska regementet i Stralsund den 7 februari 1779. 1782 gick han i Preussisk tjänst och blev kornett vid von Ziethenska husarregementet, och blev regementets adjutant den 7 januari 1786. Under sin utlandsvistelse befordrades han till löjtnant vid Drottningens livregemente 17 januari 1787, samtidigt som han befordrades i Preussen till kapten vid överste von Hintzensterns bataljon den 17 maj 1789.
von Engelbrechten befordrades i Sverige till major den 6 maj 1792, samt blev generaladjutant av flygeln samt överstelöjtnant den 15 juni 1795. Den 3 februari återkom han i svensk tjänst och utnämndes till överstelöjtnant vid Psilanderhielmska regementet. Den 22 maj 1796 utnämndes han till generaladjutant hos Gustav IV Adolf och blev utnämnd till Psilanderhielmska regementets chef den 19 oktober 1796, då den tidigare chefen generallöjtnanten Johan Psilanderhielm avgick. Regementet fick då namnet Engelbrechtenska regementet.
Den 27 oktober 1804 blev han även sekundchef vid Göta garde, en tjänst han innehade till 1808, då regementet upplöstes av kung Gustav IV Adolf på grund av feghet under Finska kriget. Efter Statskuppen 1809 blev han kommendör av Svärdsorden samt befordrades till generalmajor den 14 januari 1812, för att slutligen bli generallöjtnant den 27 juni 1815. Efter att Svenska Pommern överlämnats till Preussen den 23 oktober 1815 gick han i preussisk tjänst, och fortsatte som chef för Engelbrechtenska regementet, som döpts om till Füsilier-regiment Nr. 33.
von Engelbrechten utnämndes även till preussisk guvernör i Stralsund. Han dog den 5 april 1818 i Kristianstad under en resa till Stockholm som ambassadör för Fredrik Vilhelm III av Preussen, och skulle ha deltagit på Karl XIV Johans kröning den 18 maj samma år. Han begravdes den 2 maj i Stockholm.
Han var gift med Hedvig Dorotea Carolina von Bähr, ett äktenskap som slutade i skilsmässa.

## Utmärkelser[1]
- Riddare av Svärdsorden - 16 november, 1799
- Kommendör av Svärdsorden - 3 juli 1809
- Kommendör med stora korset av Svärdsorden - 27 juli 1814
- Preussiska Röda örns ordens första klass - 1816